# تپه شماره ۱حسین‌آباد رضی
تپه شماره ۱حسین‌آباد رضی مربوط به دوران پیش از تاریخ ایران باستان - دوران‌های تاریخی پس از اسلام است و در استان قزوین، شهرستان آبیک، بخش بشاریات روستای حسین‌آباد واقع شده و این اثر در تاریخ ۱۹ اسفند ۱۳۸۰، با شمارهٔ ثبت ۴۹۰۷ به‌عنوان یکی از آثار ملی ایران به ثبت رسیده است.